# ハヴ・ギター・ウィル・トラヴェル (ボ・ディドリーのアルバム)
『ハヴ・ギター・ウィル・トラヴェル』(Have Guitar Will Travel) は、ロックンロールの先駆者でブルースを象徴する人物のひとりであるボ・ディドリーの3枚目のスタジオ・アルバム。1960年にチェッカー・レコードからリリースされた。
このアルバムのジャケット表面には、リチャード・ブーン主演のテレビ・シリーズ『西部の男パラディン (Have Gun – Will Travel)』の主人公パラディンが、毎回エピソードの中で差し出す白地の名刺 (calling card) を模したものが配置されている。写真の撮影場所は、ニューヨーク市ブルックリン区のリヴィングストン・ストリート (Livingston Street) である。

## 前史
収録曲のうち、「Cops and Robbers」は、1956年11月にチェッカー・レコードから、シングル#850 としてリリースされたものであるが、そのシングルのB面曲「Down Home Special」は、このアルバムに収録されなかった。「Mona (I Need You Baby)」は、 1957年10月に「Hey! Bo Diddley」のB面曲としてリリースされていた。また、「Say Man, Back Again」は、1959年11月にシングルとしてリリースされていた。さらに、「She's Alright」は、ボーカルのオーバーダブがないバージョンが「Say Man, Back Again」のB面曲となっていたが、それ以外の曲はいずれもアルバムのみのリリースであった。

## 収録曲のカバー
このアルバムの収録曲のいくつかは、ブリティッシュ・インベイジョン期に数多くのバンドによってカバーされた。「Cops and Robbers」は、1956年に歌手ケント・ハリスが率いた Boogaloo and his Gallant Crew のバージョンがオリジナルであるが（このバージョンは、Frémeaux et Associés による『Road Songs』コレクションに収録されている）、この曲はローリング・ストーンズ、ザ・マスターズ・アプレンティス、ウェイン・フォンタナ&ザ・マインドブレーカーズ、ダウンライナー・セクト、ジョージ・ソログッドによってもカバーされている。

## トラックリスト
| 全作詞・作曲: 特記のない限り、Ellas McDaniel（ボ・ディドリーの実名）。 |                                                  |                                                        |                                                        |      |
| #                                                                      | タイトル                                         | 作詞                                                   | 作曲・編曲                                             | 時間 |
| 1.                                                                     | 「She's Alright」                                | 特記のない限り、Ellas McDaniel（ボ・ディドリーの実名） | 特記のない限り、Ellas McDaniel（ボ・ディドリーの実名） | 3:56 |
| 2.                                                                     | 「Cops and Robbers」(作詞・作曲：ケント・ハリス) | 特記のない限り、Ellas McDaniel（ボ・ディドリーの実名） | 特記のない限り、Ellas McDaniel（ボ・ディドリーの実名） | 3:21 |
| 3.                                                                     | 「Run Diddley Daddy」                            | 特記のない限り、Ellas McDaniel（ボ・ディドリーの実名） | 特記のない限り、Ellas McDaniel（ボ・ディドリーの実名） | 2:36 |
| 4.                                                                     | 「Mumblin' Guitar」                              | 特記のない限り、Ellas McDaniel（ボ・ディドリーの実名） | 特記のない限り、Ellas McDaniel（ボ・ディドリーの実名） | 2:49 |
| 5.                                                                     | 「I Need You Baby」                              | 特記のない限り、Ellas McDaniel（ボ・ディドリーの実名） | 特記のない限り、Ellas McDaniel（ボ・ディドリーの実名） | 2:18 |

| #  | タイトル                | 作詞 | 作曲・編曲 | 時間 |
| -- | ----------------------- | ---- | ---------- | ---- |
| 1. | 「Say Man, Back Again」 |      |            | 2:53 |
| 2. | 「Nursery Rhyme」       |      |            | 2:43 |
| 3. | 「I Love You So」       |      |            | 2:20 |
| 4. | 「Spanish Guitar」      |      |            | 3:58 |
| 5. | 「Dancing Girl」        |      |            | 2:17 |
| 6. | 「Come On Baby」        |      |            | 2:52 |

## パーソネル
ライナーノーツによる。
- ボ・ディドリー – ボーカル、ギター
- ジェローム・グリーン (Jerome Green) – 「Say Man, Back Again」の共同リードボーカル、マラカス、バッキング・ボーカル
- ペギー・ジョーンズ（英語版） – ギター、バッキング・ボーカル
- ウィリー・ディクスン – ベース
- クリフトン・ジェームズ (Clifton James) – ドラムス
- フランク・カークランド (Frank Kirkland) – ドラムス
- ジョディ・ウィリアムス（英語版） – ギター
- ラファイエット・リーク（英語版） – ピアノ
- レスター・ダヴェンポート（英語版） – 「Spanish Guitar」のハーモニカ

## チャート
「Say Man, Back Again」は、R&B Singles chart で23位まで上昇した。

## リリース
| 地域           | 日付      | レーベル             | フォーマット       | カタログ番号 |
| -------------- | --------- | -------------------- | ------------------ | ------------ |
| アメリカ合衆国 | 1960年1月 | チェッカー・レコード | LPレコード         | LP-2974      |
| アメリカ合衆国 | 1984年    | チェス・レコード     | LPレコード         | CH-9187      |
| アメリカ合衆国 | 1984年    | チェス・レコード     | コンパクトカセット | CHC-9187     |